# Thespesia
Thespesia Sol. ex Corrêa è un genere di arbusti e alberi appartenenti alla famiglia Malvaceae.

## Distribuzione e habitat
Il genere ha un areale pantropicale che si estende dai Caraibi all'Africa subsahariana, all'Asia sino al Sud Pacifico.

## Tassonomia
Il genere comprende le seguenti specie:
- Thespesia acutiloba (Baker f.) Exell & Mendonça
- Thespesia beatensis (Urb.) Fryxell
- Thespesia cubensis (Britton & P.Wilson) J.B.Hutch.
- Thespesia danis Oliv.
- Thespesia fissicalyx Borss.Waalk.
- Thespesia garckeana F.Hoffm.
- Thespesia grandiflora DC.
- Thespesia gummiflua Capuron
- Thespesia mossambicensis (Exell & Hillc.) Fryxell
- Thespesia multibracteata Borss.Waalk.
- Thespesia patellifera Borss.Waalk.
- Thespesia populnea (L.) Sol. ex Corrêa
- Thespesia populneoides (Roxb.) Kostel.
- Thespesia robusta Borss.Waalk.